# Lineus capensis
Lineus capensis är en djurart som tillhör fylumet slemmaskar, och som beskrevs av Wheeler 1940. Lineus capensis ingår i släktet Lineus och familjen Lineidae. Inga underarter finns listade i Catalogue of Life.